# Platyrmus maichaui
Platyrmus maichaui är en stekelart som beskrevs av Sergey A. Belokobylskij 1992. Platyrmus maichaui ingår i släktet Platyrmus och familjen bracksteklar. Inga underarter finns listade i Catalogue of Life.